# Сяхоу Дунь
Сяхоу Дунь (кит.: 夏侯惇; піньїнь: xiàhóu dūn; ? — 25 квітня 220) — китайський державний діяч, військовик періоду Саньго. Генерал і родич Цао Цао, засновника династії Вей. Двоюрідний брат полководця Сяхоу Юаня. Брав участь в кампаніях проти Лю Бей, Сунь Цзюаня та Люй Бу. 198 року під час битви при Сяпі втратив ліве око, за що отримав прізвисько «сліпець Сяхоу». Посмертне ім'я — князь Чжун.

## Біографія
Сяхоу Дунь походив із повіту Цяо країни Пей. Був двоюрідним братом Цао Цао, батько якого Цао Сун походив з роду Сяхоу.
190 року приєднався на заклик Цао Цао знищити диктатора Дун Чжо. Незабаром став генералом. Рятував імператора Сяня за дорученням Цао Цао. Успішна операція принесла останньому посаду головного міністра династії Хань.
Захистив від нападу Люй Бу три повіти, що належали Цао Цао. 198 року, в ході битви при Сяпі втратив ліве око, яке з'їв на очах у ворогів, не бажаючи кинути на поталу свою плоть. Користувався великою довірою Цао Цао і мав доступ до його спальні.
216 року, під час карального походу Вей проти уського володаря Сунь Цзюаня, виконував обов'язки головнокомандувача 26 армій. Відзначився як гарний фінансист і адміністратор під час налагодження системи постачання провізії та зброї, а також управління завойованими територіями.
220 року, після сходження на престол династії Вей імператора Цао Пі, отримав найвищі почесті й призначення на посаду старшого генерала. Проте за декілька місяців після цього помер від хвороби.
В китайському середньовічному «Романі трьох держав» постає як відважний та успішний полководець, що постійно воює на передовій. Проте в тогочасних історичних документах згадується виключно як генерал запасу та командир міських гарнізонів.